# مونیکا جنیشویچ-اولبریخسکا
مونیکا جنیشویچ-اولبریخسکا (لهستانی: Monika Dzienisiewicz-Olbrychska؛ زادهٔ ۲۳ آوریل ۱۹۳۹ - ۲۵ ژوئن ۲۰۱۶) بازیگر و کارگردان هنری اهل لهستان بود.
از فیلم‌ها یا مجموعه‌های تلویزیونی که وی در آن‌ها نقش داشته است، می‌توان به ساختار بلورها و روشنگری اشاره نمود.